# Khinwara-Palinath
Khinwara o Khinwara-Palinat fou un estat tributari protegit, una thikana feudataria de Jodhpur formada per dotze pobles amb uns ingressos estimats de 1920 lliures, ocupant la pargana de Godwad. Estava governada per una familia del clan Champawat dels rathors rajputs. L'estat fou concedit al thakur Jagat Singh de Pali (fill de Prem Singh de Pali) el 1777, quan Pali li fou confiscat. El 1820 Lal Singh fou deposat pel maharajà de Jodhpur i l'estat concedit a Thakur Gaj Singh, fill de Thakur Ratan Singh de Siyot, germà petit de Jagat Singh.

## Llista de thakurs
- Thakur JAGAT SINGH 1777-?
- Thakur NAWAL SINGH (fill)
- Thakur GYAN SINGH (adoptat, cosí, fill del seu oncle Sangram Singh de Dudod) ?-1808
- Thakur LAL SINGH 1808-1820 (fill de Bhim Singh de Dudod, germà de Gyan Singh) 1808-1820
- Thakur GAJ SINGH 1820-?
- Thakur HAMIR SINGH (adoptat, fill de Thakur Abhai Singh al seu torn fill de Thakur Bhawani Singh, un dels germans de Thakur Jagat Singh)
- Thakur AJIT SINGH (germà)
- Thakur GUMAN SINGH (adoptat, fill de Thakur Mohan Singh de Dudod)
- Thakur XXX Singh
- Thakur PRATAP SINGH ?-1953 (+1978)